# Bovenistier
Bovenistier is een dorp in de Belgische provincie Luik en een deelgemeente van de stad Borgworm. Het was een zelfstandige gemeente tot het bij de fusie van 1971 toegevoegd werd aan de gemeente Borgworm.
Bovenistier ligt op 4 kilometer ten zuidoosten van de stadskern van Borgworm aan de weg van Hannuit naar Luik die ten zuiden van de dorpskern door de deelgemeente loopt. Bovenistier is een landbouwdorp in Droog-Haspengouw dat vooral leeft van de akkerbouw (graan- en suikerbietenteelt).

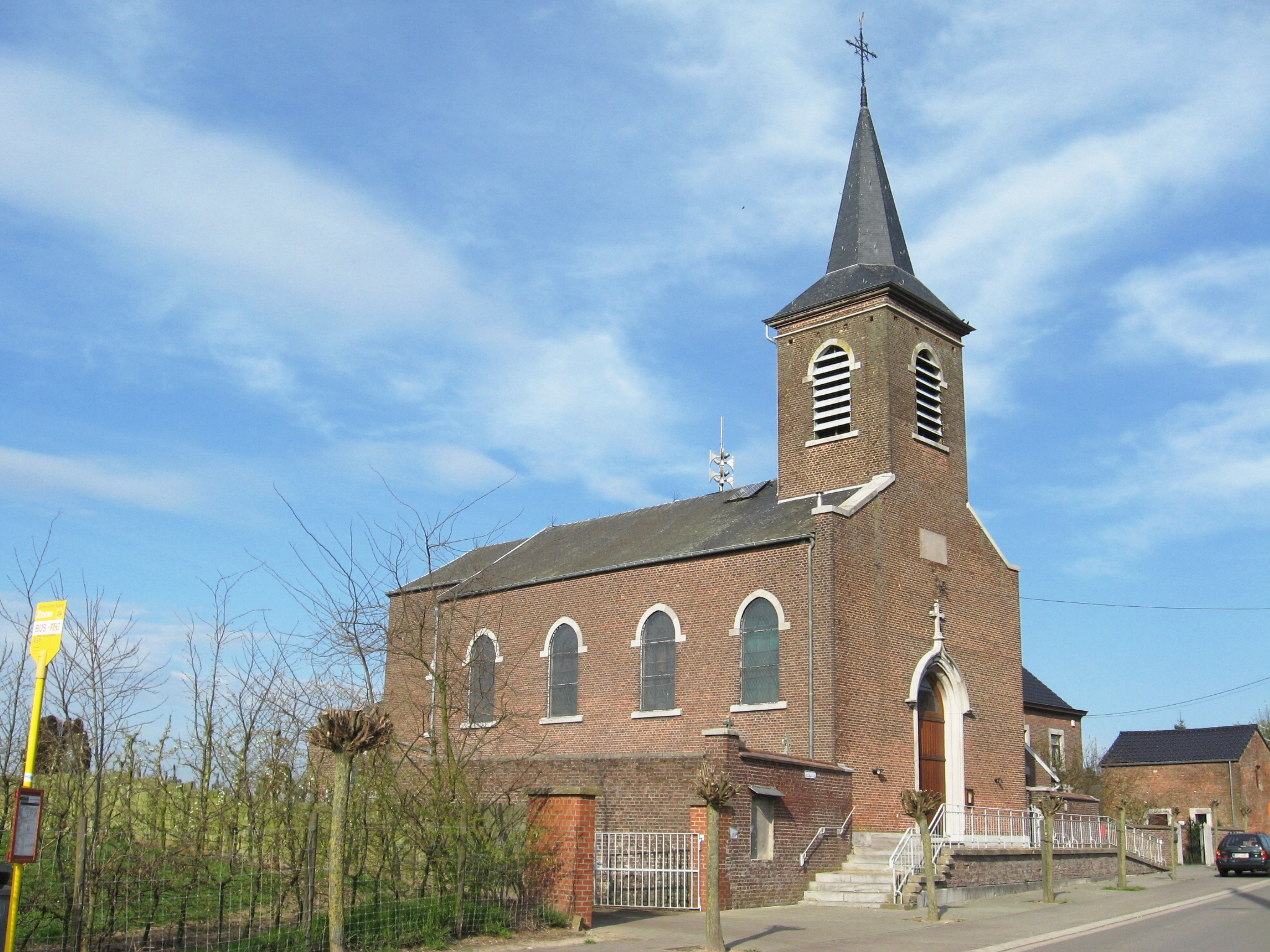
De Sint-Vincentiuskerk

## Geschiedenis
Bovenistier was reeds in 1147 voor de helft in handen van het kapittel van de Sint-Janskerk te Luik. Nadien verwierven ze geleidelijk het hele dorp en bleven er eigenaar van tot aan de Franse Revolutie. Ook andere geestelijke instanties hadden gronden in het dorp.
Sinds 1305 is Bovenistier een zelfstandige parochie die toegewijd is aan Sint-Vincentius. Voordien was er reeds een kapel die afhing van de parochie Limont.

## Demografische ontwikkeling
- Bronnen:NIS, Opm:1831 tot en met 1961=volkstellingen

## Bezienswaardigheden
- De neogotische Sint-Vincentiuskerk uit 1857.
- Rechts van de kerk ligt de voormalige pastorie uit het begin van de 19de eeuw.
- Tegenover de kerk ligt een grote vierkantshoeve met een kern uit de 16de eeuw. Het was vroeger de zetel van de heerlijkheid. Het binnenplein van de boerderij heeft de vorm van een trapezium.

Deelgemeenten: Bettenhoven · Borgworm · Bleret · Bovenistier · Grand-Axhe · Lantremange · Liek

Overige kernen: Hartenge · Longchamps · Mouhin · Petit-Axhe

Belgische gemeenten · arrondissement Borgworm · provincie Luik · Wallonië